# Ude-hishigi-jūji-gatame

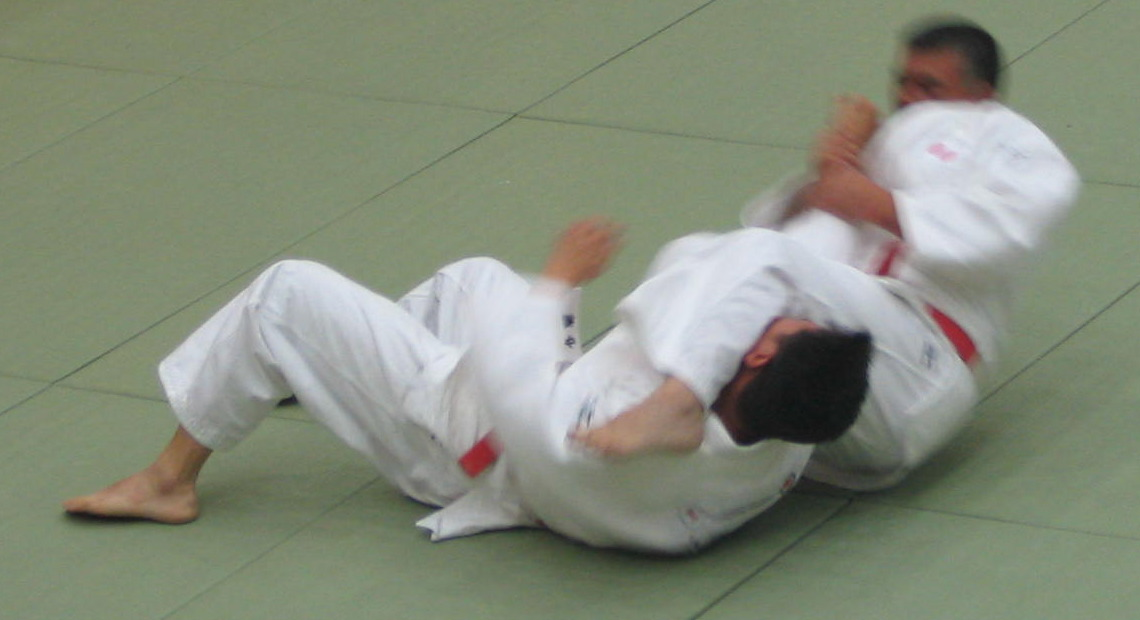
Jūji-gatame.

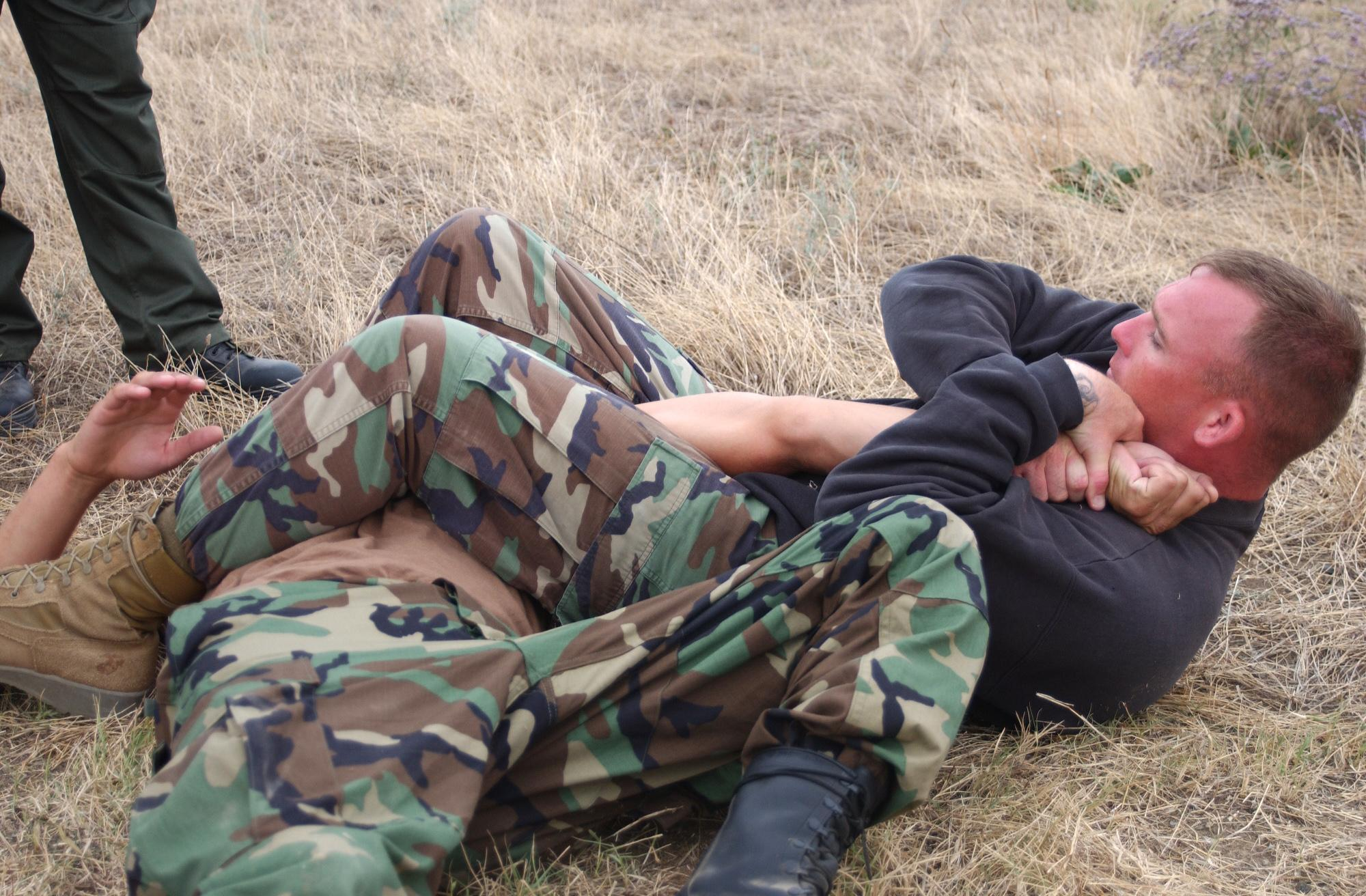
Soldado realizando un cross armbar o jūji-gatame a otro.

Ude-hishigi-jūji-gatame (腕挫十字固?), conocida como cross armbar, es una de las 29 técnicas de agarre de judo clasificadas por Jigoro Kano. Pertenece a las nueve técnicas de la lista kansetsu-waza, y es clasificada como armlock.

## Ejecución
En este movimiento, el atacante (tori) asegura la muñeca del defensor (uke) y estira el brazo entero sobre el pecho del tori, sujetándolo en su lugar con las rodillas. Las piernas del tori son extendidas en perpendicular al pecho del uke y haciendo fuerza entre ellas, como si se quisiera juntar las rodillas, para mantener en su sitio el brazo apresado. Sujetando la muñeca sobre el pecho del tori con el meñique contra el esternón y el pulgar hacia arriba, el atacante puede fácilmente extender el brazo apresado y de ese modo hiperextender la articulación del codo. El tori puede incrementar la presión arqueando sus caderas contra el codo.
En la versión tradicional, típicamente realizada en el judo, la pierna del usuario más lejana a la cabeza del oponente se deja retraída con la espinilla apoyada contra sus costillas, mientras que en la variante moderna, proveniente del kosen judo y usada en el jiu-jitsu brasileño, ambas piernas se extienden sobre el pecho del contrincante.